# Rebel Yell Open
O Rebel Yell Open foi um evento satélite do PGA Tour que se disputou por uma temporada no Holston Hills Country Club de Knoxville, Tennessee; o campo de golfe de 7 009 jardas foi projetado pelo designer e golfista Donald Ross e inaugurado em 1927. Larry Mowry venceu o torneio no playoff contra o Chris Blocker e ganhou o prêmio de dois mil e oitocentos dólares.

## Campeão
- 1968 – Larry Mowry